# Martín Gutiérrez Catalán
Martín Gutiérrez Catalán es un futbolista chileno. Se formó en las divisiones inferiores de Rangers, donde hace su debut en el profesionalismo el año 2009. Actualmente juega en el Club Social de Deportes Rangers de la Primera División A de Chile.

## Inicios
Martín Gutiérrez fue formado en las cadetes de Rangers. En el año 2009 el técnico del club, Óscar del Solar, lo cita al Torneo de Clausura de Chile para estar de tercer arquero.

## Clubes
| Club    | País  | Año           |
| ------- | ----- | ------------- |
| Rangers | Chile | 2009-presente |

- Datos: Q5551527